# Jefunne (potomek Judy)
Jefunne – postać biblijna Starego Testamentu wspomniana w Liczb 13,6; 32,12; Jozuego 14,6; 14,14; 1 Kronik 4,15. Izraelita z pokolenia Judy należący do Kenizytów, ojciec Kaleba, jednego ze zwiadowców wysłanych do Ziemi Obiecanej przez Mojżesza i Kenaza, ojca Otniela. Inny sposób oddania imienia to Jefuni (Biblia gdańska) i Jephone (Biblia Jakuba Wujka).